# AS Qanono
El Association Sportive Qanano, también conocido como Qanono Sport es un equipo de fútbol de Nueva Caledonia que juega en la Superliga de Nueva Caledonia desde 2021.

## Historia
El equipo fue fundado en el año de 1968 y es uno de los equipos inaugurales de la Superliga de Nueva Caledonia desde 2012. A pesar de no conseguir títulos de la Superliga a conseguido 2 subcampeonatos de Copa de Nueva Caledonia.

## Palmarés
| Competición nacional          | Títulos | Subcampeonatos |
| ----------------------------- | ------- | -------------- |
| Superliga de Nueva Caledonia  |         |                |
| Copa de Nueva Caledonia (0/2) |         | 1994, 2013     |